# Caliothrips cinctipennis
Caliothrips cinctipennis är en insektsart som först beskrevs av Ian A. Hood 1912.  Caliothrips cinctipennis ingår i släktet Caliothrips och familjen smaltripsar. Inga underarter finns listade i Catalogue of Life.